# Evant
Pour la ville du Texas, voir Evant (Texas).
L’evant est une langue bantoïde méridionale tivoïde, parlée dans la Région du Sud-Ouest au Cameroun, dans le département du Manyu, particulièrement dans l'arrondissement d'Akwaya dans les villages d'Atolo et Matene I.
Avec 1 000 locuteurs en 1996, c'est une langue en danger (6b). 